# عره
عره (انگلیسی: 'Ara، عبری: עָרָה‎، عربی: عاره‎) روستایی در استان حیفا در شمال اسرائیل است که در دره وادی عره واقع شده است. از سال ۱۹۸۵، عره بخشی از شورای محلی عره بوده است. این روستا در شمال بزرگراه ۶۵، بین عره و کفر قرا واقع شده است. جمعیت ۴۶۰۰ نفری آن (تا سال ۲۰۰۴) تقریباً کاملاً مسلمان هستند.